# Carl Christian Lilljenwalldh
Carl Christian Lilljenwalldh, född 5 augusti 1769 i Stockholm, död 9 augusti 1845 i Maria Magdalena församling, Stockholm, var en svensk präst.

## Biografi
Carl Christian Lilljenwalldh föddes 1769 i Stockholm. Han var son till regementsfältskäraren Tuved Christian Lilljenwalldh och Catharina Bjerboe. Lilljenwalldh blev 24 februari 1786 student vid Uppsala universitet och avlade magisterexamen 3 juli 1791. Han prästvigdes 13 december 1794 i Uppsala domkyrka till pastoradjunkt i Sankt Nikolai församling. Lilljenwalldh blev även 26 maj 1795 amanuens vid Stockholms stads konsistorium. Han avlade 14 juni 1799 pastoralexamen och blev 6 maj 1800 predikant vid Borgerskapets änkehus. Lilljenwalldh blev 26 april 1803 extra ordinarie hovpredikant hos änkedrottningen och 17 augusti 1803 överhovpredikant hos änkedrottningen. Han blev 16 september 1808 kyrkoherde i Maria Magdalena församling, tillträdde 1 november 1808 och blev assessor i Stockholms stads konsistorium. Lilljenwalldh var även från 7 oktober 1812 kyrkoherde i Lovö församling och blev 24 april 1820 vice kontraktsprost. Från  5 september 1821 till 10 juni 1830 var han ordinarie kontraktsprost och var från 3 juli 1809 till 21 april 1825 ordenskaplan. Lilljenwalldh blev 10 juli 1809 teologie doktor vid Uppsala universitet och utnämndes 1825 till riddare av Carl XIII:s orden. Han utnämndes 1825 till ledamot av Nordstjärneorden och blev 1842 jubelmagister. Lilljenwalldh avled 1845 i Stockholm.
Lilljenwalldh var riksdagsman vid riksdagen 1810, riksdagen 1815, riksdagen 1823 och riksdagen 1828–1830. Han var 1810 ledamot av konstitutionsutskottet och 1823 av lagutskottet.

### Familj
Lilljenwalldh gifte sig 5 september 1799 i Stockholm med Clara Catharina Olbergs (1766–1842), dotter till grosshandlaren Carl Olbergs och Anna Dorothea Apiarie.